# Woody Guthrie

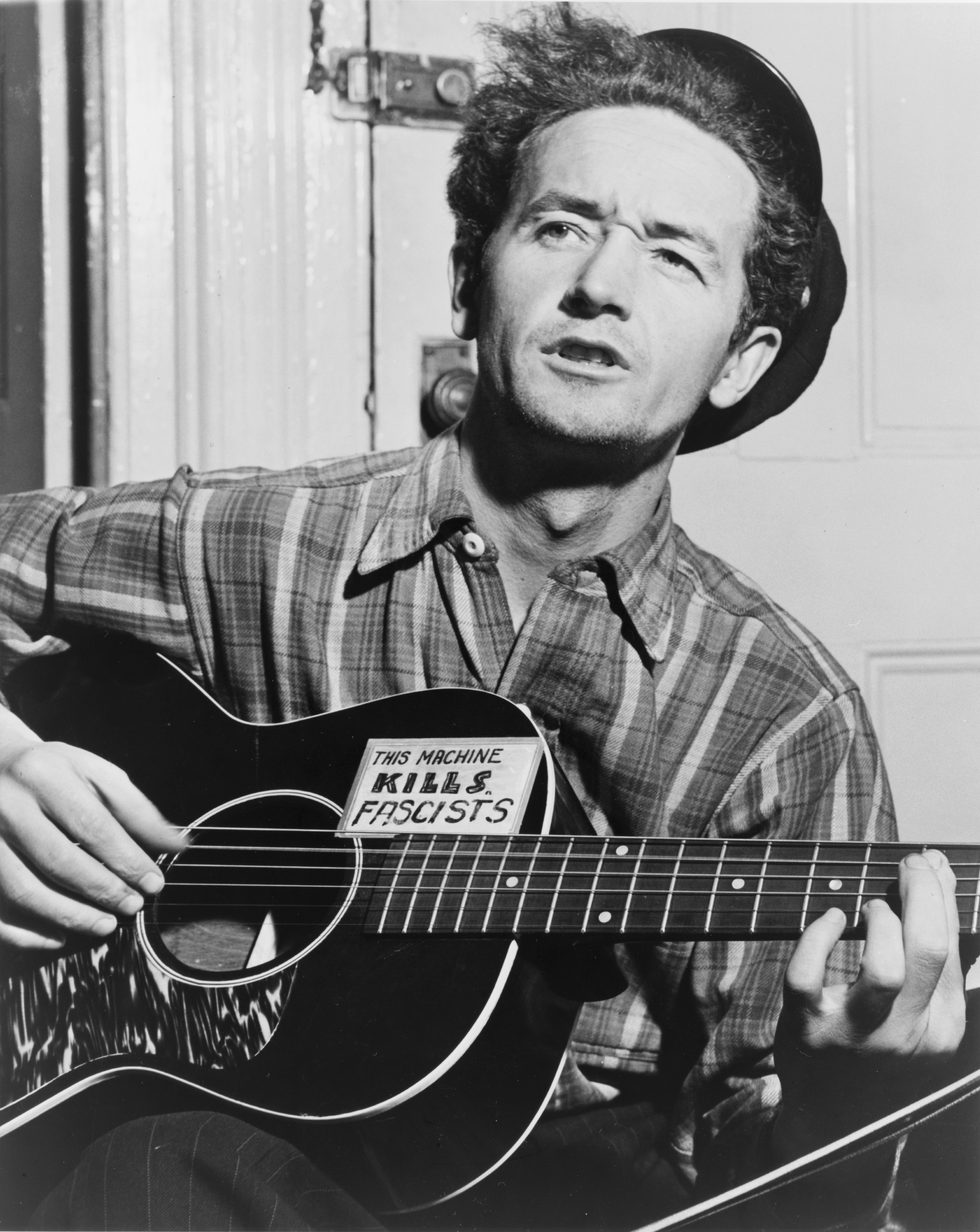
Woody Guthrie, 1943. Auf der Gitarre steht: This Machine Kills Fascists – „Diese Maschine tötet Faschisten“

Woodrow Wilson „Woody“ Guthrie (* 14. Juli 1912 in Okemah, Oklahoma; † 3. Oktober 1967 in New York) war ein US-amerikanischer Singer-Songwriter. Der politisch im gewerkschaftsnahen linken Spektrum aktive Lyriker und Balladenverfasser beeinflusste maßgeblich die US-amerikanische Folkmusik.

## Werdegang

### Kindheit und Jugend

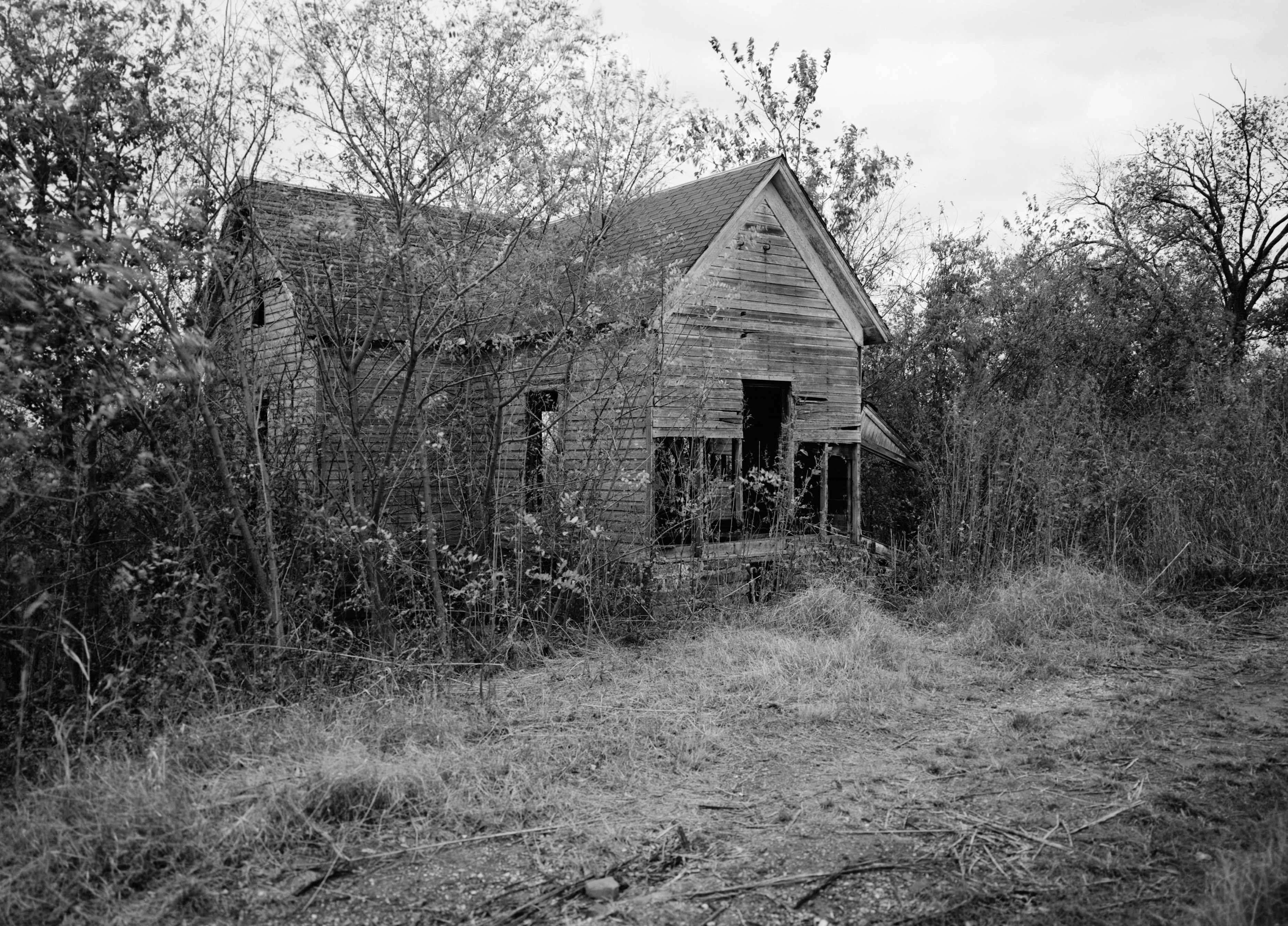
Das Haus in Okfuskee County, Oklahoma, in dem Woody Guthrie als Kind lebte, 1979

Woody Guthrie wurde in der Kleinstadt Okemah in Oklahoma geboren und von seinen Eltern nach Woodrow Wilson, dem demokratischen Präsidentschaftskandidaten von 1912, benannt. Er wuchs zunächst in wohlsituierten Verhältnissen auf. Sein Vater Charley war Landspekulant und Lokalpolitiker, der jedoch sein ganzes Vermögen verlor. Guthries Kindheit und Jugend wurden dann von einer Reihe familiärer Tragödien überschattet. Seine Lieblingsschwester Clara zog sich lebensgefährliche Verbrennungen zu und verstarb innerhalb eines Tages. Auch sein Vater litt an schweren Brandverletzungen; man vermutet, Woody Guthries umnachtete Mutter Nora habe ihn mit Kerosin übergossen, als der Vater auf dem Sofa schlief. Er musste sich in Pflege begeben, während seine Mutter in eine Klinik eingewiesen wurde, weil sie sich schon länger merkwürdig verhielt. Sie litt an der damals noch kaum bekannten erblichen Nervenkrankheit Chorea Huntington, die zu psychischen wie auch zu motorischen Störungen führt und bis heute nicht heilbar ist. Bei seinem letzten Besuch im Krankenhaus erkannte sie ihren Sohn nicht wieder. Die Folgen der Krankheit bestimmten das ganze Leben Guthries, der mit Mitte 30 selbst die ersten ernsthaften Symptome entwickelte und schließlich auch an der Erkrankung starb.

### Los Angeles, Radio und die Dust-Bowl-Balladen
Guthrie zog mit 17 nach Pampa, Texas, zu seinem Vater, wo er sich mit kleinen Jobs durchschlug und Anstrengungen unternahm, die Highschool zu beenden. Er heiratete die Schwester seines Freundes Matt Jennings, mit dem er eine erste Band gegründet hatte. 1937 trampte er zum ersten Mal nach Kalifornien zu einer Tante, die in Turlock wohnte, und meinte, er könnte dort Arbeit finden. Als ihm das nicht gelang, kehrte er für kurze Zeit nach Pampa zurück, wo seine Frau ihr zweites Kind erwartete, um dann nach Los Angeles zu gehen. In den ersten Jahren seiner Wanderschaft wurde das Land von der Great Depression, der nationalen Ausformung der Weltwirtschaftskrise, erschüttert. Guthrie verdingte sich unter anderem als Schildermaler, trat in Bars und Kneipen auf und spielte als Straßenmusiker. Gemeinsam mit seinem Cousin Leon „Oklahoma Jack“ Guthrie fand er einen zunächst unbezahlten Job beim Radiosender KFVD, dessen inhaltlicher Schwerpunkt linke Talk-Sendungen waren. Sie spielten vor allem populäre Cowboy-Balladen, wobei Jack oft im Vordergrund stand. Er überließ den Sendeplatz aber bald einer gemeinsamen Bekannten namens Maxine Chrissman. Die Woody-and-Lefty-Lou-Show war Folk-orientierter und sozialkritischer und wurde bald sehr populär, vor allem unter den einfachen Menschen und den wie Guthrie und Chrissman aus den Great Plains Zugewanderten, die vor der ökologischen Katastrophe der Dust Bowl geflohen waren: In den 1930er-Jahren wurden Teile der USA von einer jahrelangen Dürreperiode heimgesucht.
Guthrie machte das Schicksal dieser als Okies bezeichneten Flüchtlinge zum Thema seiner Dust Bowl Ballads, die er 1940 aufnahm, nachdem er nach New York gegangen war. Diese Lieder brachten ihm den Titel eines Dust Bowl Balladeer ein und zählen zu den erfolgreichsten seiner 3001 Songs.

### Columbia RiverundGrand-Coulee-Staudamm
Bis zum New Deal beschränkte sich die Elektrizitätsversorgung auf die großen Städte, was nur für einige private Gesellschaften gewinnbringend war. Im Rahmen des staatlichen Programms der Bonneville Power Administration wurden dann die Staudämme des Columbia-Rivers erbaut, deren Turbinen die umliegenden Städte und Dörfer mit Elektrizität versorgten. Damit wurden Arbeitsplätze geschaffen und Armut abgebaut. Die Grand-Coulee-Talsperre lieferte später auch Strom an den Atombombenkomplex Manhattan-Projekt. Um das Elektrifizierungsprojekt bekannter zu machen und zu fördern, wurde unter anderem Woody Guthrie angeworben, der dessen Baustellen bereiste und die dabei entstandenen Lieder später veröffentlichte.

„Now the world holds seven wonders that the travelers always tell,
Some gardens and some towers, I guess you know them well.
But now the greatest wonder is in Uncle Sam’s fair land,
It’s the big Columbia River and the big Grand Coulee Dam. (…)“

Im Rahmen dieser Tätigkeit schrieb er 1941 in 27 Tagen ebenso viele Songs. Zitat Cisco Houston: „Woody ist ein Mann, der jeden Tag vor dem Frühstück zwei oder drei Balladen schreibt“. Neben Grand Coulee Dam entstand dort Pastures of Plenty, einer seiner bekanntesten Songs, und das Lied Roll On, Columbia, das heute eine der Hymnen des Staates Washington ist.

### New York
Anfang 1940 kam Guthrie nach New York und machte mit dem Musikforscher Alan Lomax erste Tonaufnahmen für die Library of Congress; außerdem spielte er für das Plattenlabel RCA Victor seine Dust Bowl Ballads ein. Er nahm dafür Songs auf, die er bereits in seiner Zeit in Los Angeles geschrieben hatte, und schrieb zusätzlich einen Song namens Tom Joad mit Bezug auf John Steinbecks Roman Früchte des Zorns, der sich ebenfalls mit dem Thema beschäftigte. Er lernte über den Schauspieler Will Geer, mit dem er sich in Los Angeles angefreundet hatte und auch in den Migrantencamps aufgetreten war, Pete Seeger kennen. Guthrie und Seeger, der zu jenen gehörte, die für die Verbreitung von Guthries Songs sorgten, nachdem Guthrie nicht mehr auftreten konnte, wurden gute Freunde.
1941 wurde Guthrie Mitglied bei der Politfolk-Kommune The Almanac Singers, zu der auch Pete Seeger und zeitweilig auch Sonny Terry und Brownie McGhee gehörten. Daneben schrieb er eine tägliche Kolumne für den Daily Worker, das offizielle Organ der Kommunistischen Partei, mit der er zeit seines Lebens stark sympathisierte, der er aber nie beitrat. Er thematisierte in witzigen, bodenständigen Kolumnen die Sache der Arbeiterklasse, wies auf die Kluft zwischen Arm und Reich und die Notwendigkeit des Kampfs gegen Ausbeutung und Diskriminierung der Arbeiterschaft hin. 1943 erschien sein autobiographischer Roman Bound for Glory und wurde ein großer Erfolg.
1943 wurde Guthrie zum Militärdienst einberufen. Da er nicht mit der Waffe in der Hand dienen wollte, ging er freiwillig zur Handelsmarine. Zwischen seinen drei Einsätzen auf der wegen der deutschen U-Boot-Angriffe gefährlichen Nordatlantik-Route, die ihn u. a. nach Großbritannien, Italien und Nordafrika führten, nahm er zwölf Platten für Moses Aschs Folkways-Label auf, die meisten zusammen mit Cisco Houston und Sonny Terry.
Nach dem Krieg gründete Guthrie unter anderen mit Seeger die Folk-Musiker-Gewerkschaft People's Songs. Noch 1945 schuf er zur Erinnerung an die 1927 hingerichteten anarchistischen Arbeiter Sacco und Vanzetti den Zyklus Ballads of Sacco & Vanzetti, den er 1946/47 für Folkways aufnahm. Das Album wurde jedoch erst 1960 veröffentlicht, da Guthrie selbst mit dem Ergebnis nicht zufrieden war. Neben den elf Balladen Guthries wurde es mit der Vertonung von Sacco's Letter to Son (sinngemäß übersetzt: „Saccos Brief an seinen Sohn“) um einen Titel von Pete Seeger aus dem Jahr 1951 ergänzt.
Guthrie schrieb weiter an Songs, wurde aber durch seine Krankheit immer unzuverlässiger und schwieriger im Umgang. Das Wohnhaus in der Mermaid Street in Coney Island in New York, in dem Guthrie mit seiner zweiten Frau Marjory lebte, war ein Künstlertreffpunkt. Auf Anregung seiner Schwiegermutter Alisa Greenblatt, einer angesehenen jüdischen Dichterin und Aktivistin, schrieb er daneben auch Texte, die sich mit dem Leben der Juden beschäftigten.

### Ehen und Kinder
Im Oktober 1933 heiratete Guthrie Mary Jennings, die damals erst 16 Jahre alt war. Aus der Ehe gingen drei Kinder hervor: Gwen und Sue, die wie Woody Guthrie und seine Mutter an Chorea Huntington erkrankten, und Bill, der 1960 bei einem Autounfall starb. Die Eheleute trennten sich 1941, wurden aber erst 1945 amtlich geschieden, da Mary Katholikin war.
Kurz darauf heiratete Guthrie Marjorie Mazia, die er schon seit 1942 kannte. Zusammen hatten sie vier Kinder, von denen Tochter Cathy noch im Kindesalter bei einem Wohnungsbrand ums Leben kam. Der 1947 geborene Sohn Arlo wurde ebenfalls als Sänger bekannt. 1948 und 1950 folgten Joady Ben und Nora Lee.
1953, als er schon schwer von der Krankheit gezeichnet war, heiratete er Anneke Marshall, die eine Tochter zur Welt brachte. Lorina Lynn wurde von Pflegeeltern adoptiert und starb im Alter von 19 Jahren bei einem Autounfall.

### Krankheit und Tod
Ab Anfang der 50er konnte Guthrie kaum noch als Musiker tätig sein. Die letzten Aufnahmen für Folkways Records von 1952 wurden aus Diskretion nicht mehr veröffentlicht, weil sie zu schlecht waren; kurz davor hatte er seine letzten kommerziellen Aufnahmen für Decca Records gemacht. Dann beeinträchtigte ihn die von seiner Mutter vererbte Nervenkrankheit Chorea Huntington so sehr, dass er zum Pflegefall und daraufhin 1956 zwangsweise ins Greystone Hospital eingewiesen wurde. Zuvor hatte er sich nach der endgültigen Diagnose auf Drängen seiner Frau selbst ins Brooklyn State Hospital eingewiesen. Am 3. Oktober 1967 starb er im New Yorker Stadtteil Queens in einer Spezialabteilung für Chorea-Huntington-Patienten, in die er zwei Jahre zuvor auf Initiative seiner ehemaligen Frau verlegt worden war.
Noch im Krankenhaus wurde ihm die offizielle Ehrung des „U.S. Department of the Interior’s Conservation Award“ zuteil: eine Station des Columbia Wasserkraftwerkprojektes wurde nach ihm benannt.

## Erbe
Guthrie beeinflusste die weitere Entwicklung der Folkmusik – „Ein Folksong handelt von Problemen und wie man sie löst“ – maßgeblich und ist heute eine US-amerikanische Ikone. Sein Werk umfasst rund eintausend Lieder, mehrere Bücher sowie unzählige Essays und andere Texte. Alan Lomax bezeichnete ihn als „den großartigsten Balladenschreiber, den Amerika jemals gekannt hat“, während Cisco Houston über seinen langjährigen Partner meinte: „Wenn du seine Lieder hörst, hörst du in Wirklichkeit Amerika singen“. Der US-amerikanische Musikexperte Bill C. Malone urteilt, dass es fast ausschließlich Guthries Wirkung war, die zum Aufblühen der New Yorker Protestfolkszene der frühen 1960er-Jahre führte.
Bob Dylan besuchte „seinen letzten Helden“ am Krankenbett; später veröffentlichte er Song to Woody auf seinem ersten Album Bob Dylan; zudem schrieb er auch das fünfseitige Gedicht Last Thoughts on Woody Guthrie. Guthries Einfluss reicht bis in die zeitgenössische Singer/Songwriter- und Folkmusikszene. Phil Ochs war wahrscheinlich derjenige aus der politischen Folkmusikszene der 60er-Jahre, der am ehesten Woody Guthries Nachfolger war und sein Vorbild unter anderem mit dem Song Bound for Glory (The Story of Woody Guthrie) ehrte. Zur Jahrtausendwende nahmen Billy Bragg und Wilco bis dahin unvertonte Gedichte Guthries auf den Alben Mermaid Avenue, Mermaid Avenue Vol. II und Mermaid Avenue Vol. III auf.
Zahlreiche Lieder Woody Guthries wurden von Harry Rowohlt und Hans-Eckardt Wenzel ins Deutsche übertragen. Sein Sohn Arlo Guthrie setzte das musikalische Erbe der Familie fort.
In den Vereinigten Staaten gab es 2004 eine Copyright-Klage wegen einer Parodie von This Land Is Your Land, das zu einer inoffiziellen Nationalhymne der USA geworden ist, die von den ultrakonservativen Mitgliedern der Tea-Party-Bewegung angestimmt wird, wenn sie sich zu ihren Versammlungen treffen, und auch bei der Amtseinführung Barack Obamas als US-Präsident gespielt wurde. Da die Copyright-Ansprüche 1973 nicht, wie damals vorgeschrieben, verlängert worden waren, wurde die Klage kurz darauf zurückgezogen. In vielen Quellen findet sich Guthries eigene Anmerkung zu diesem Thema, verfasst für ein Notenheft von 1930:

„This song is Copyrighted in U.S., under Seal of Copyright # 154085, for a period of 28 years, and anybody caught singin’ it without our permission, will be mighty good friends of ourn, cause we don’t give a dern. Publish it. Write it. Sing it. Swing to it. Yodel it. We wrote it, that’s all we wanted to do.“

„Dieses Lied ist in den USA für 28 Jahre urheberrechtlich geschützt unter der Siegelnummer 154085, und wer immer dabei erwischt wird, wie er es ohne unsere Erlaubnis singt, wird ein gewaltig großer Freund von uns sein, weil uns das alles völlig egal ist. Veröffentlicht es. Schreibt es auf. Singt es. Swingt dazu. Jodelt es. Wir haben es geschrieben, und mehr wollten wir nicht tun.“

Der Staat Washington erklärte 1987 Guthries Roll On, Columbia über den Columbia River und die öffentlichen Elektrizitäts- und Staudammprojekte („Grand Coulee Damm“) des New Deal zum nationalen Folk-Song. Ein Senator meinte 1961 dazu, Guthries Liedgut bewirke für die Öffentlichkeit zweifelsfrei mehr als ein Dutzend öffentlicher Reden zum selben Thema und Zweck.
Die Lyrik Guthries ist in der Wirkung und Art oftmals mit der Leadbellys und auch Walt Whitmans verglichen worden. Die lebendigen Texte wurden von Guthrie immer wieder abgeändert und neu erfunden, je nach Gelegenheit. Mehrere Versionen eines Liedes sind daher nicht ungewöhnlich.
Die Biographie Woody Guthries und seine Wanderjahre wurden 1975 mit David Carradine in der Hauptrolle verfilmt. Der 1976 veröffentlichte Film trägt den Titel Bound for Glory bzw. Dieses Land ist mein Land. Im Abspann wird das Lied This Land Is My Land zunächst von Guthrie und Carradine gesungen, dann von immer mehr Sängern und Interpreten, was nicht zuletzt seine Verbreitung beweist. Der Film erhielt mehrere Oscars, unter anderem den für die beste Musik.
Auch die amerikanische Punkrock-Szene bezieht sich in einigen Fällen auf Guthrie. Die New Yorker Streetpunk-Band The Casualties veröffentlichte auf ihrem Album Under Attack einen Song über Woody Guthrie (In It for Life). Anti-Flag vertonten 2003 den von Guthrie geschriebenen Text Post-War Breakout. Den Spruch This Machine Kills Fascists, der auf Guthries Akustikgitarre prangte, verwendeten sie ebenfalls als Songtitel, und er zierte eine Zeit lang das Instrument von Bassist Chris #2.
Seine Tochter Nora Guthrie kümmert sich um den Nachlass. 1998 entstand aus hinterlassenen Texten ihres Vaters durch die Vertonung Jeff Tweedys und Billy Braggs das Album Mermaid Avenue mit der Lyrik Guthries. Zum 100. Geburtstag des Folksängers kam 2012, ebenfalls aus hinterlassenen Versen, das Album New Multitudes heraus. Beteiligt waren daran die Musiker Jay Farrar (Uncle Tupelo), Jim James von My Morning Jacket, Will Johnson von Centro-Matic und Anders Parker von der  Alternative-Country-Band Varnaline. Die bei Concord (Universal) erschienene CD wurde „Album der Woche“ beim NDR.
2002 brachte der amerikanische Hersteller von Westerngitarren, die Gibson Guitar Corporation, zu Ehren von Woody Guthrie eine „Signature-Gitarre“ heraus: die Woody Guthrie SJ.
Jonatha Brooke vertonte bis dato unveröffentlichte Texte aus dem Nachlass von Woody Guthrie, nachdem sie von Nora Guthrie dazu eingeladen worden war, im Archiv zu stöbern. Sie veröffentlichte die Lieder 2008 auf dem Album The Works. Im Film Margos Spuren wird er erwähnt. In Like A Complete Unknown aus dem Jahr 2024 über Bob Dylan wird er von Scoot McNairy gespielt.

## Auszeichnungen (Auswahl)
- U.S. Department of the Interior’s Conservation Award (1966)
- Benennung einer Station des Columbia-River-Elektrizitätsprojekts nach Guthrie (1966)

Posthum:
- Songwriters Hall of Fame (1971)
- Oscar für die beste Filmmusik, „Bound for Glory“ (1976)
- Nashville Songwriters Hall of Fame (1977)
- Lied für die Präsidentschaftskampagne von George H. W. Bush (1986)
- The Rock and Roll Hall of Fame and Museum (1988)
- The Folk Alliance Lifetime Achievement Award (1996)
- Grammy der National Academy of Recording Arts and Sciences (1999)
- Der Rolling Stone listete Guthrie 2015 auf Rang 28 der 100 größten Songwriter aller Zeiten.[8]

## Lieder (Auswahl)
- Columbia River Collection:
  - Roll On, Columbia
  - Grand Coulee Dam
  - Pastures of Plenty
- This Land Is Your Land
- Dust Bowl Ballades: (…)
  - Ain’t Got No Home
  - Do Re Mi
  - Hard Travellin’
  - Dust Bowl Refugees
- Pastures of Plenty
- Songs to Grow on for Mother and Child:
  - Goodnight Little Darling
- Deportee (Plane Wreck at Los Gatos) – nur Lyrik, Melodie später durch den Lehrer Martin Hoffman
- Bound for Glory – Autobiographie
- New York Town Blues
- Miss Pavlichenko
- I’m Shipping Up to Boston – nur Lyrik
- Old Man Trump – nur Lyrik

## Diskografie
Alben
- 1940 Dust Bowl Ballads
- 1941 Struggle: Documentary No. 1
- 1946/47 Ballads of Sacco & Vanzetti (veröffentlicht 1960)
- 1958 Bound for Glory
- 1958 Songs to Grow On, Vol. One – Nursery Days
- 1962 Woody Guthrie Sings Folk Songs
- 1967 This Land Is your Land
- 1968 In Memoriam
- 1977 Original Recordings Made by Woody Guthrie 1940–1946
- 1981 Poor Boy
- 1991 Songs to Grow On for Mother and Child
- 2007 The Live Wire: Woody Guthrie in Performance 1949

Kompilation
- 1964 Library of Congress Recordings, Vols. 1–3
- 1964 The Early Years
- 1965 Woody Guthrie
- 1968 Woody Guthrie (Ember 1968)
- 1972 A Tribute to Woody Guthrie
- 1972 The Greatest Songs of Woody Guthrie
- 1973 Immortal
- 1974 Woody Guthrie (Vol. 1)
- 1985 Why, oh Why?
- 1988 Columbia River Collection
- 1990 Immortal Woody Guthrie: Golden Classics Part Two
- 1990 Worried Man Blues
- 1992 Legend of American Folk Blues
- 1992 The Very Best Of
- 1992 The Very Best Of [Music club]
- 1994 Long Ways to Travel: The Unreleased Folkways Masters, 1944–1949
- 1995 A Legendary Performer
- 1997 This Land Is Your Land: The Asch Recordings, Vol. 1
- 1997 Muleskinner Blues: The Asch Recordings Vol. 2
- 1998 Hard Travelin’: The Asch Recordings Vol. 3
- 1999 This Machine Kills Fascists
- 1999 Buffalo Skinners: The Asch Recordings, Vol. 4
- 1999 The Asch Recordings Vol. 1–4
- 2000 Ramblin’ Round
- 2000 The Woody Guthrie Collection
- 2000 American Folk Legend
- 2001 House of the Rising Sun
- 2001 The Collection
- 2001 The Very Best of Woody Guthrie
- 2001 Pastures of Plenty
- 2002 The Ultimate Collection
- 2002 Dejavu Retro Gold Collection
- 2003 Country and Folk Roots
- 2003 The Best of the War Years
- 2003 The Folk Collection
- 2004 Chain Gang Special
- 2005 This Machine Kills Fascists (3-fach-CD)
- 2006 Dust Bowl Balladeer: The Essential Woody Guthrie